# Martial Célestin
Martial Lavaud Célestin (* 4. Oktober 1913 in Ganthier; † 4. Februar 2011 in Port-au-Prince) war ein haitianischer Politiker und Anwalt.

## Leben und Karriere

### Herkunft und Bildung
Martial Célestin wurde am 4. Oktober 1913 in Ganthier im Arrondissement Croix-des-Bouquets (Département Ouest) geboren. Von 1922 bis 1932 besuchte er das Petit Séminaire Collège Saint Martial. Von 1932 bis 1936 studierte er Rechtswissenschaften an der Ecole Nationale de Droit in Port-au-Prince. Dort erwarb er auch den Titel eines Doktors der Rechte (Licence de Droit). 1936 wurde er als Rechtsanwalt zugelassen. Anschließend arbeitete er als Jurist am Institut d’Ethnologie d’Haïti.
Von 1950 bis 1953 absolvierte er zusätzlich ein Doktoratsstudium im Fach Wirtschaftswissenschaften an der Rechtswissenschaftlichen Fakultät (Faculté de Droit) der Universität Descartes in Paris.
Er sprach Haitianisch, Französisch, Englisch, Spanisch, Deutsch und Italienisch.

### Karriere
Célestin begann seine berufliche Laufbahn in der Staatsverwaltung. Von August 1946 bis Juli 1950 war er Stellvertretender Regierungskommissar bei der Verwaltung in Port-au-Prince (Substitut de Commissaire du Gouvernement) und Sekretär am Institut de Criminologie d’Haïti. 1950 trat er in den diplomatischen Dienst ein. Er war von 1950 bis 1953 Erster Sekretär (Premier Secrétaire) an der haitianischen Botschaft in Paris; 1950/1951 war er dort Chargé d’affaires. Von 1953 bis 1956 war er Assistent Principal im Außenministerium Haitis (Ministères des Affaires Étrangères) in Port-au-Prince und 1956 dort Generalsekretär. Von Oktober bis Dezember 1957 war er dort schließlich Generaldirektor (Directeur Général au Ministère des Affaires Etrangères) mit dem Titel und Rang eines Botschafters.
Von 1953 bis 1956 hatte er eine Professur an der Faculté de Droit in Port-au-Prince inne; dort unterrichtete er in den Fächern Öffentliche Finanzen, Finanzverwaltung und Ökonomie. Von 1982 bis 1986 hatte er wiederum eine Professur an der Rechtswissenschaftlichen Fakultät der Staatlichen Universität von Haiti (Université d'État d'Haïti) in Port-au-Prince inne.
1977 wurde er Mitglied des Rates der Anwaltskammer (Conseil de l’Ordre des avocats). 1978 wurde er zum Vorsitzenden der Anwaltskammer von Port-au-Prince (Bâtonnier de l’Ordre des avocats du Bureau de Port-au-Prince) gewählt; in diesem Amt wurde er zweimal wiedergewählt.
Außerdem übte er zwischen 1978 und 2005 weitere Professuren aus (Professeur de Droit Rural à la Faculté de Droit de Port au Prince, Professeur à l’Université Jean Price-Mars, Professeur de Droit à l’Académie Militaire, Professeur à l’Académie Nationale Diplomatique et Consulaire). Er war Gründungsmitglied der APA (Association des Producteurs Agricoles).
Am 9. Februar 1988 wurde er von Staatspräsident Leslie Manigat, gemäß der Verfassung von 1987 und den Parlamentswahlen vom 17. Januar 1988, zum ersten Premierminister von Haiti ernannt. Gleichzeitig übernahm Célestin in seinem Kabinett das Amt des Justizministers. Diese Ämter übte er bis zum Militärputsch vom 20. Juni 1988 aus.

## Delegationen
Célestin nahm im Oktober 1950 in Paris am 2. Internationalen Kongress für Kriminologie (2ème Congrès International de Criminologie) teil. Ebenfalls in Paris war er Delegierter bei der Konferenz am UNESCO-Hauptquartier (Délégué à la Conférence du siège de l’UNESCO).
1952 war er in Paris Delegierter bei den Journées internationales sur la sécurité sociale et les prestations familiales. Als Vertreter Haitis bei der Gründung der Lateinischen Union (Union Latine) kam er Anfang der 1950er Jahre erneut nach Paris. In Rabat nahm er an der Konferenz des IDEF (Institut International de Droit d’Expression Francaise) teil.
1978 war Célestin Delegierter der Konferenz für die Gründung der NPDR (Rassemblement National Progressive Democrats). 1979 nahm er in Rom als Delegierter der Weltkonferenz der FAO über Agrarreform und ländliche Entwicklung (Délégué à la Conférence Mondiale de la FAO sur la Réforme Agraire et le développement rural) teil.

## Weitere Ämter und Ehrungen
Célestin war Offizier der Ehrenlegion. Er war Commandeur des Ordre International Pétion et Bolivar sowie Commandeur des Ordre National Honneur et Mérite Haïti.
Er war Träger der Médaille de Vermeil der Société Académique Arts – Sciences – Lettres in Paris.
Außerdem war er Träger mehrerer Ehrendoktorwürden. Dazu gehörten Ehrendoktortitel als Doktor der Rechte der Université Jean Price-Mars und der Union des universités privées d’Haïti.

## Familie und Tod
Martial Célestin war unverheiratet. Er starb am 4. Februar 2011 in Port-au-Prince im Alter von 97 Jahren.